# Aleyrodes asarumis
Aleyrodes asarumis là một loài côn trùng cánh nửa trong họ Aleyrodidae, phân họ Aleyrodinae.
Aleyrodes asarumis được Shimer miêu tả khoa học đầu tiên năm 1867.